# Susan Palmer-Komar
Pour les articles homonymes, voir Komar.
Susan « Sue » Palmer-Komar, née le 27 janvier 1967 à Collingwood, est une coureuse cycliste canadienne.

## Palmarès
- 1992
  - 5e étape de L'Internationale pour Elles
  - 2e du championnat du Canada sur route
  - 2e de L'Internationale pour Elles
- 1994
  - 2e étape de Women's Challenge
- 1995
  - 1re étape de la Redlands Classic
  - 1re étape du Women's Challenge
  - 2e du championnat du Canada sur route
  - 2e de la Redlands Classic
  - 2e de la Thrift Drug Classic
  - 3e du championnat du Canada du contre-la-montre
  - 3e de la Killington Stage Race
  - 6e de La Grande Boucle féminine internationale
- 1996
  -  Championne du Canada sur route
  - 1re étape de la Redlands Classic
  - 10e de la course en ligne des Jeux olympiques d'Atlanta
- 1997
  - 3e étape de la Fitchburg Longsjo Classic
  - 2e de la Killington Stage Race
  - 3e du championnat du Canada sur route
- 1998
  - 2e étape du Grand Prix de la Mutualite de la Haute-Garonne
- 2001
  - 3e de la Fitchburg Longsjo Classic
  - 10e du championnat du monde sur route
- 2002
  - 3e étape de la Sea Otter Classic
  - 2e de la course en ligne des Jeux du Commonwealth
- 2003
  - 3e étape de la Joe Martin Stage Race
  - 2e de la Flèche wallonne
  - 2e de la Joe Martin Stage Race
  - 3e du championnat du Canada sur route
  - 3e de la Pomona Valley Stage Race
- 2004
  -  Championne du Canada du contre-la-montre
  - Circuit National Féminin de Saint-Amand-Montrond
  - Fitchburg Longsjo Classic
  - 1re étape de la Fitchburg Longsjo Classic
  - 2e de la Pomona Valley Stage Race
  - 2e du Tour de Toona
- 2005
  -  Championne du Canada du contre-la-montre
  - Fitchburg Longsjo Classic
  - 3e du championnat du Canada sur route
- 2006
  - Green Mountain Stage Race :
    - Classement général
    - 2e et 3e étapes